# Der heitere Fridolin (Semrau)
Der heitere Fridolin ist ein deutsches Comicmagazin, das ab Dezember 1958 vom Hamburger Alfons Semrau Verlag herausgegeben wurde. Es erschien mit dem Untertitel „Zeitschrift der Jugend“ ab Dezember 1958 im ursprünglich 14-täglichen Rhythmus und brachte es bis zu seiner Einstellung im Januar 1961, die ohne Angaben von Gründen erfolgte, auf insgesamt 54 Ausgaben. In seiner ersten Ausgabe grenzte es sich mit einem Hinweis deutlich von vom 1921 bis 1928 erschienenen Träger des gleichen Namens ab, der vom Ullstein Verlag herausgebracht wurde.
Das durchgehend vierfarbige Magazin kostete 0,75 DM und enthielt ausschließlich franko-belgische Comics, vielfach Übernahmen aus der belgischen Comiczeitschrift Spirou. Viele Geschichten aus auch heute noch populären Serien wie Lucky Luke oder Spirou und Fantasio wurden in „Der heitere Fridolin“ erstmals in Deutschland veröffentlicht. Spirou diente gleichzeitig als Namensgeber des Magazins.
Seit 1970 gehört der Alfons Semrau Verlag zur Bauer Verlagsgruppe.
Im Norbert Hethke Verlag erschien von 2003 bis 2005 ein Nachdruck der ersten 21 Hefte zum Preis von 15,30 Euro pro Heft (ab Band 18: 24,80 Euro). Aufgrund der geringen Verkaufszahlen wurde nicht, wie ursprünglich geplant, die komplette Reihe nachgedruckt. In den ersten beiden Heften musste aus rechtlichen Gründen der ursprünglich enthaltene Buck-Danny-Comic ausgetauscht werden.